# Nick Nicotera

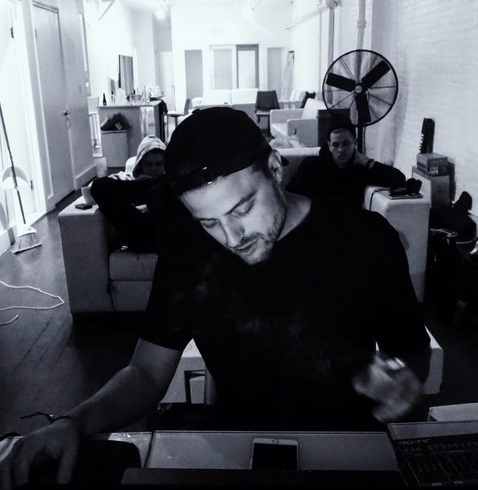
Nick Nicotera

Nicholas Joseph Samuel Nicotera  alias Nic Nac (* 1. Juli 1981 in Milwaukee, Wisconsin) ist ein US-amerikanischer Schauspieler und Rapper.

## Leben
Nicotera besuchte von der 8. bis zur 12. Klasse die Army and Navy Academy: Military Prep in Carlsbad, Kalifornien. Seine ersten öffentlichen Auftritte hatte er als Rapper und wechselte später zur Schauspielerei.

## Filmografie (Auswahl)
- 2005: Bottoms Up
- 2007: American Pie präsentiert: Die College-Clique (American Pie Presents: Beta House)
- 2007: Supergator – Das Killerkrokodil (Supergator)
- 2009: Party Animals 3 – Willkommen auf der Uni (Van Wilder: Freshman Year)
- 2015: ExitUs – Play It Backwards (Exeter)